# Hermann Aichinger
Hermann Aichinger (* 14. Mai 1885 in Vöcklabruck, Oberösterreich; † 26. Juni 1962 in Wien) war ein österreichischer Architekt.

## Leben
Hermann Aichinger, Sohn eines Baumeisters, studierte von 1907 bis 1910 an der Akademie der bildenden Künste Wien und war dort Schüler von Otto Wagner. Gemeinsam mit Heinrich Schmid, ebenfalls ein Schüler Otto Wagners, gründete er ein Gemeinschaftsatelier, aus dem zwischen 1911 und 1949 zahlreiche gemeinsame Projekte hervorgingen. Die Bürogemeinschaft gehörte in den 1920er Jahren zu den meistbeschäftigten im Roten Wien.
Später arbeiteten auch noch sein Sohn Hermann Aichinger junior und Heinrich Schmid junior in dem Büro mit.
Hermann Aichinger wurde in Wien auf dem Friedhof Hietzing (Gruppe 12, Nummer 29) bestattet.

## Leistung
Hermann Aichinger und Heinrich Schmid waren maßgebende Architekten des Roten Wien der Zwischenkriegszeit, wo sie mehrere große Wohnbauten und öffentliche Gebäude planten. Das Duo vertrat in der Nachfolge des Jugendstils einen eher traditionsbewussten, neben der Funktionalität auch auf die ästhetische Außenwirkung bedachten Stil mit Betonung sorgfältig durchgeführter Details. Aichinger entwarf das erste Stahlskelettgebäude Wiens in der Rotenturmstraße.

## Werke

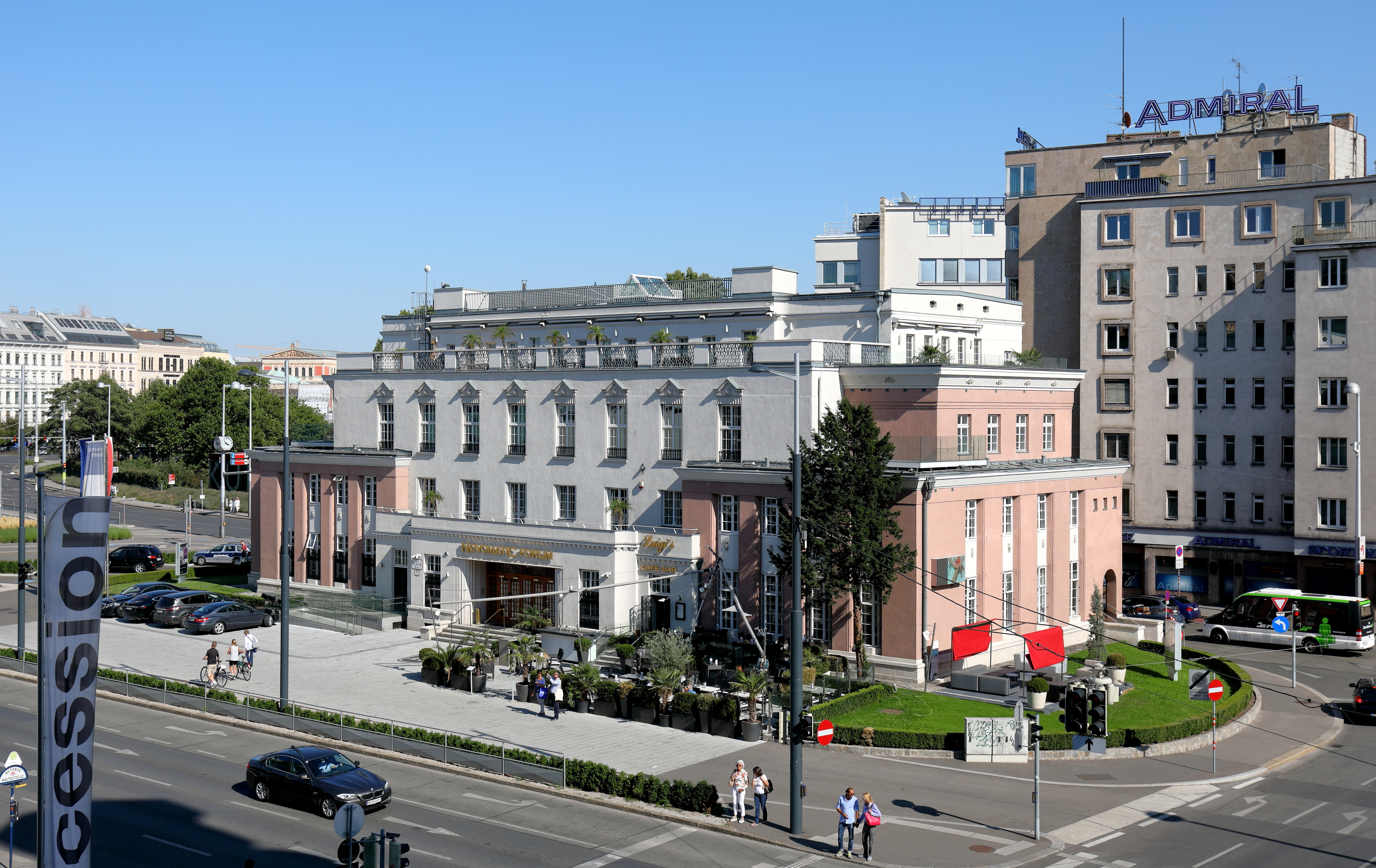
Zentrale Österreichisches Verkehrsbüro (1922–1923),
mit Heinrich Schmid

- 1912–1913: Siedlung Küniglberg (zeitgenössisch „Siedlung Ostmark“)
- 1913: Wohnhausanlage Speisinger Hof in Wien
- 1914–1915: Erzherzog-Rainer-Heeresspital (heute: Hanusch-Krankenhaus) in Wien-Penzing
- 1922: Wohnhaus an der Mariahilfer Straße 50 in Wien
- 1922–1923: Österreichisches Verkehrsbüro
- 1922–1925: Wohnhausanlage Fuchsenfeldhof in Wien-Meidling
- 1924–1926: Wohnhausanlage Reismannhof in Wien-Meidling
- 1925–1926: Wohnhausanlage Julius-Popp-Hof in Wien-Margareten
- 1925–1929: Wohnhausanlage Rabenhof in Wien-Landstraße
- 1926–1927: Wohnhausanlage Matteottihof in Wien-Margareten
- 1926–1927: Wohnhausanlage Herweghhof in Wien-Margareten
- 1927–1929: Wohnhausanlage Somogyihof in Wien
- 1931–1932: Wohnhausanlage Werndlgasse 11–19 und 14–18 in Wien
- 1934: Assanierungsbau Zum Römertor am Lichtensteg 2 in Wien
- 1935–1936: Wohnhaus Nevillegasse 2 in Wien
- 1936–1939: RAVAG-Funkhaus Argentinierstraße in Wien-Wieden (mit Clemens Holzmeister)
- 1937–1938: Wohnhausanlage Bärenmühle in Wien-Wieden
- 1949: Erweiterungsbau der Fabrik Bernhard Altmann

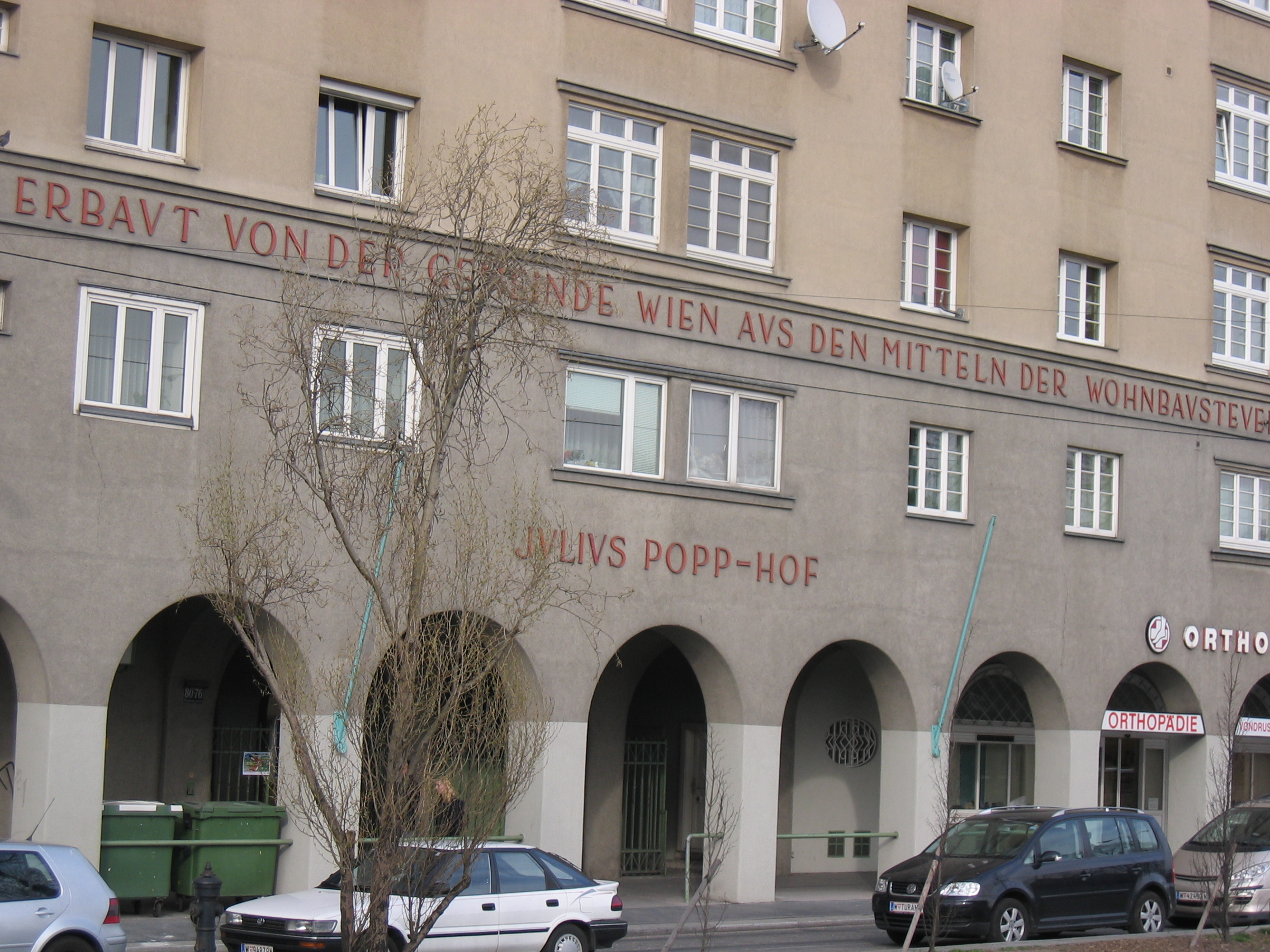
Julius-Popp-Hof
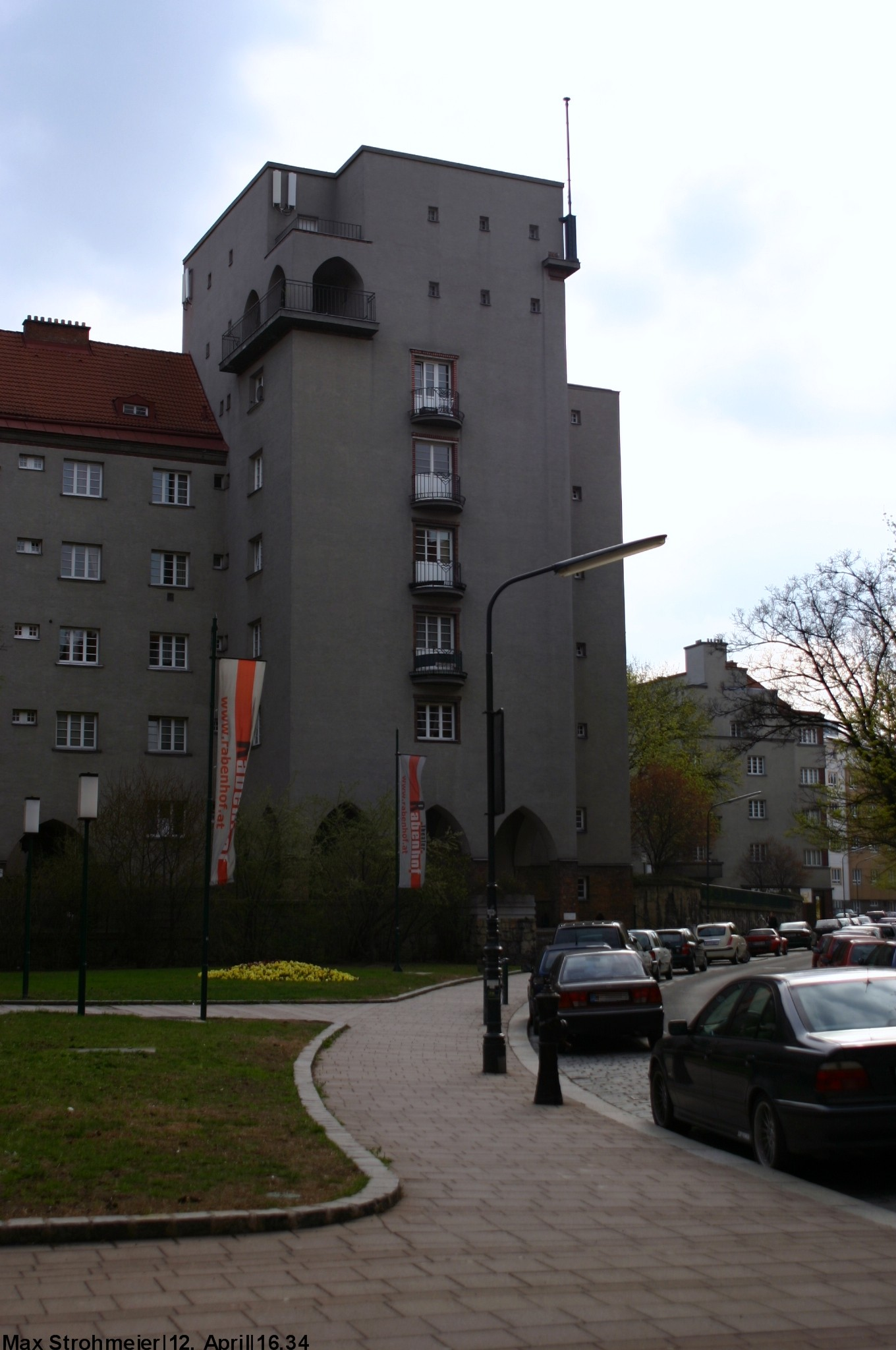
Rabenhof
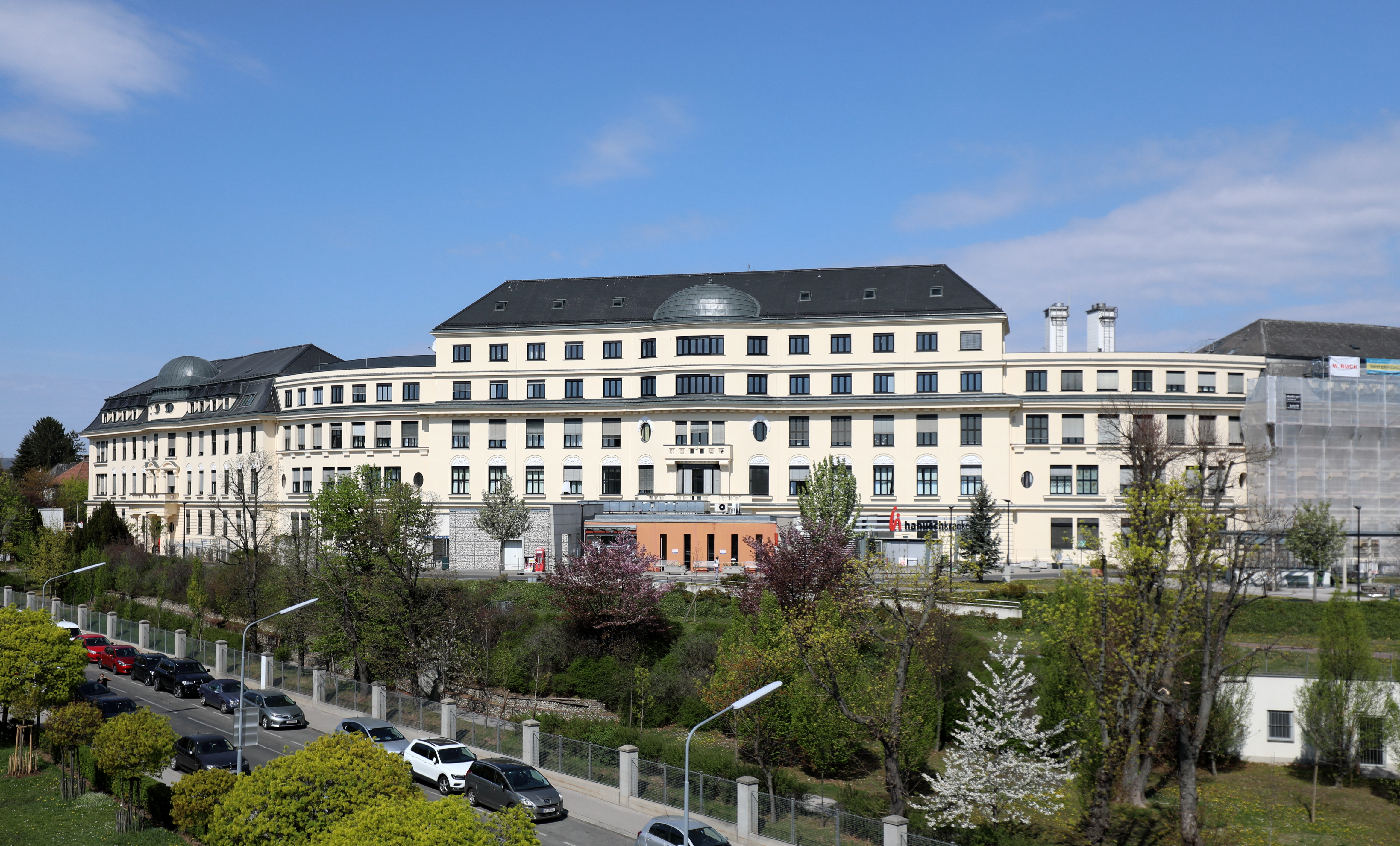
Hanusch-Spital
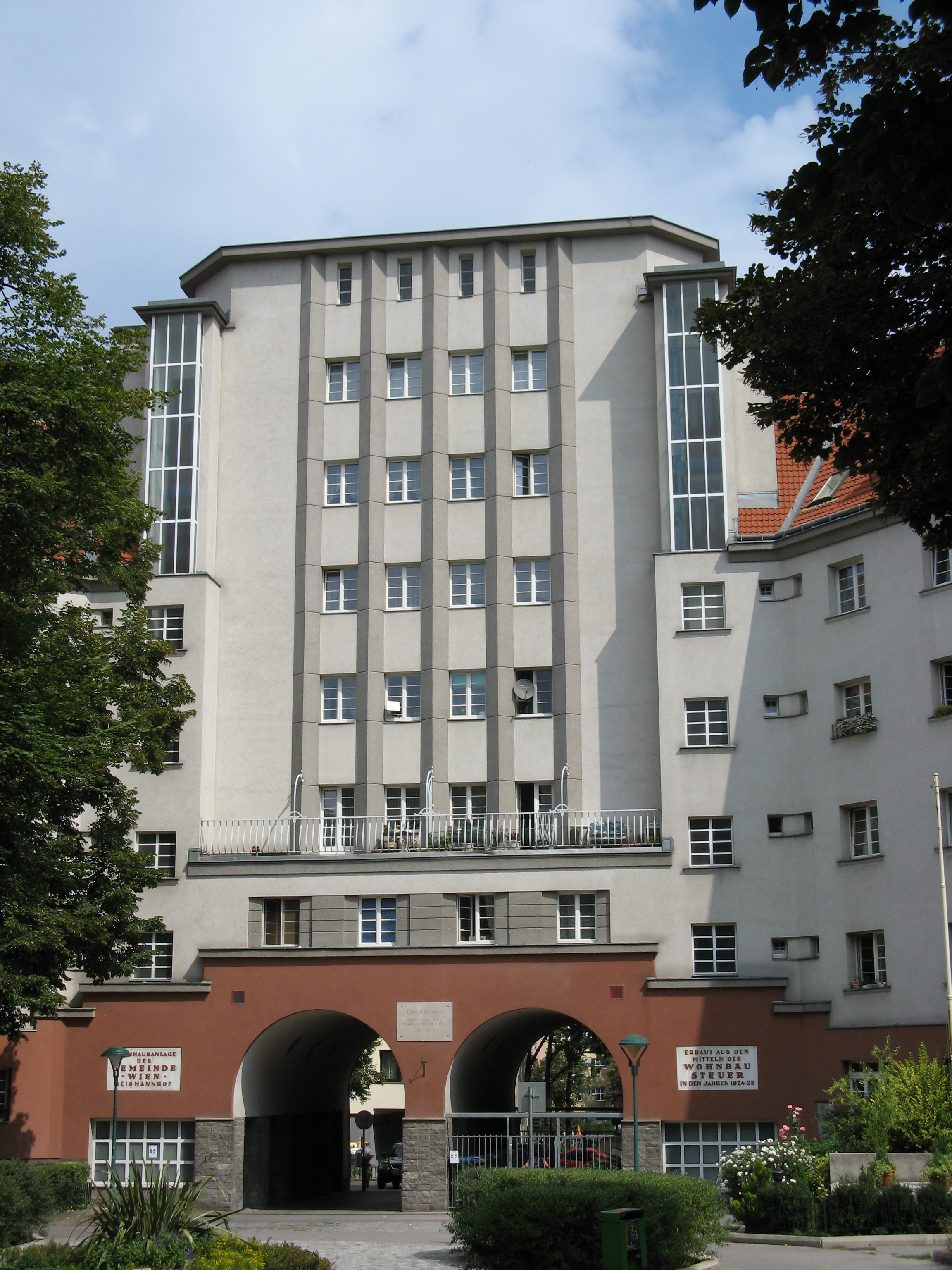
Reismannhof
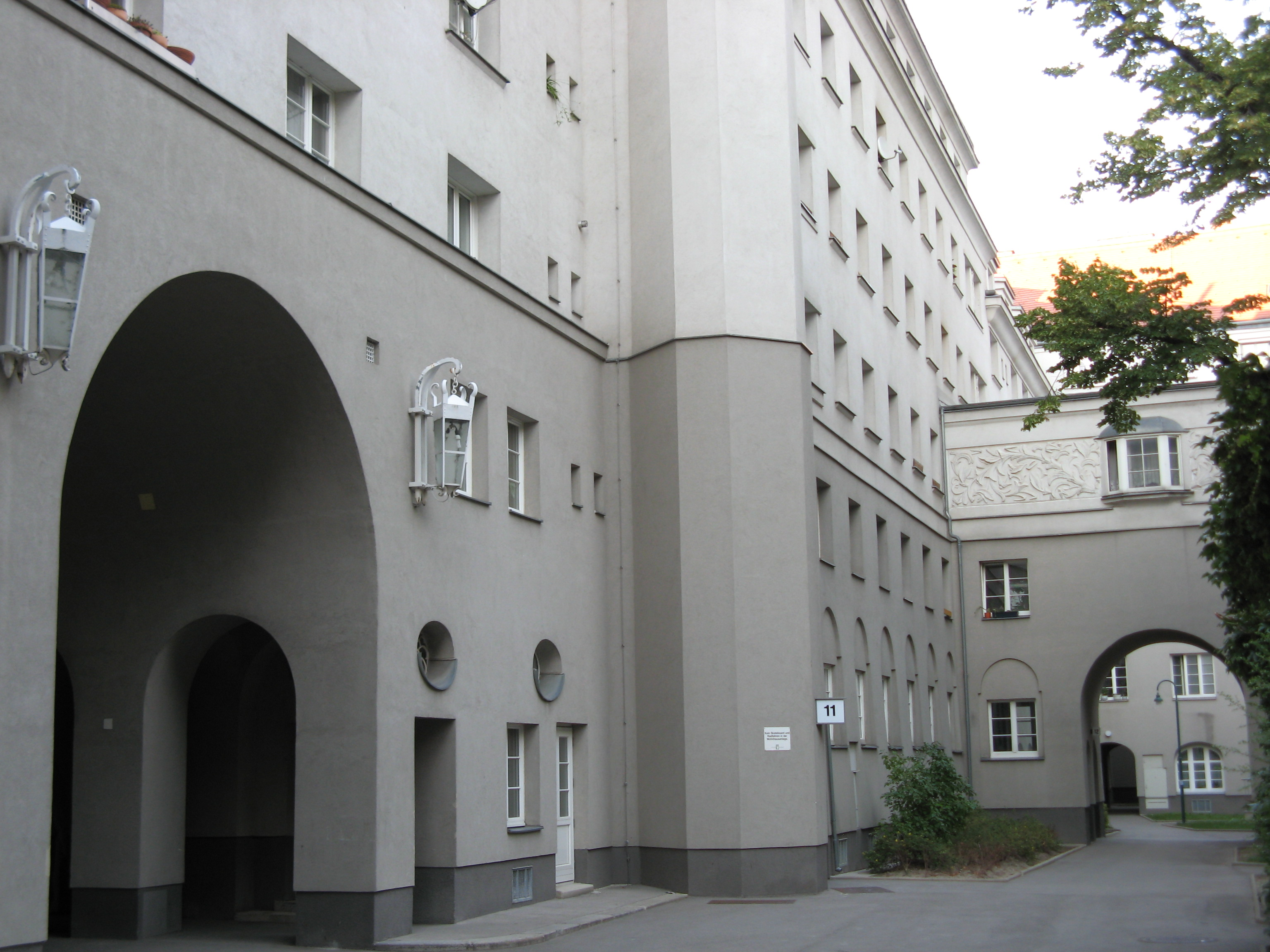
Fuchsenfeldhof
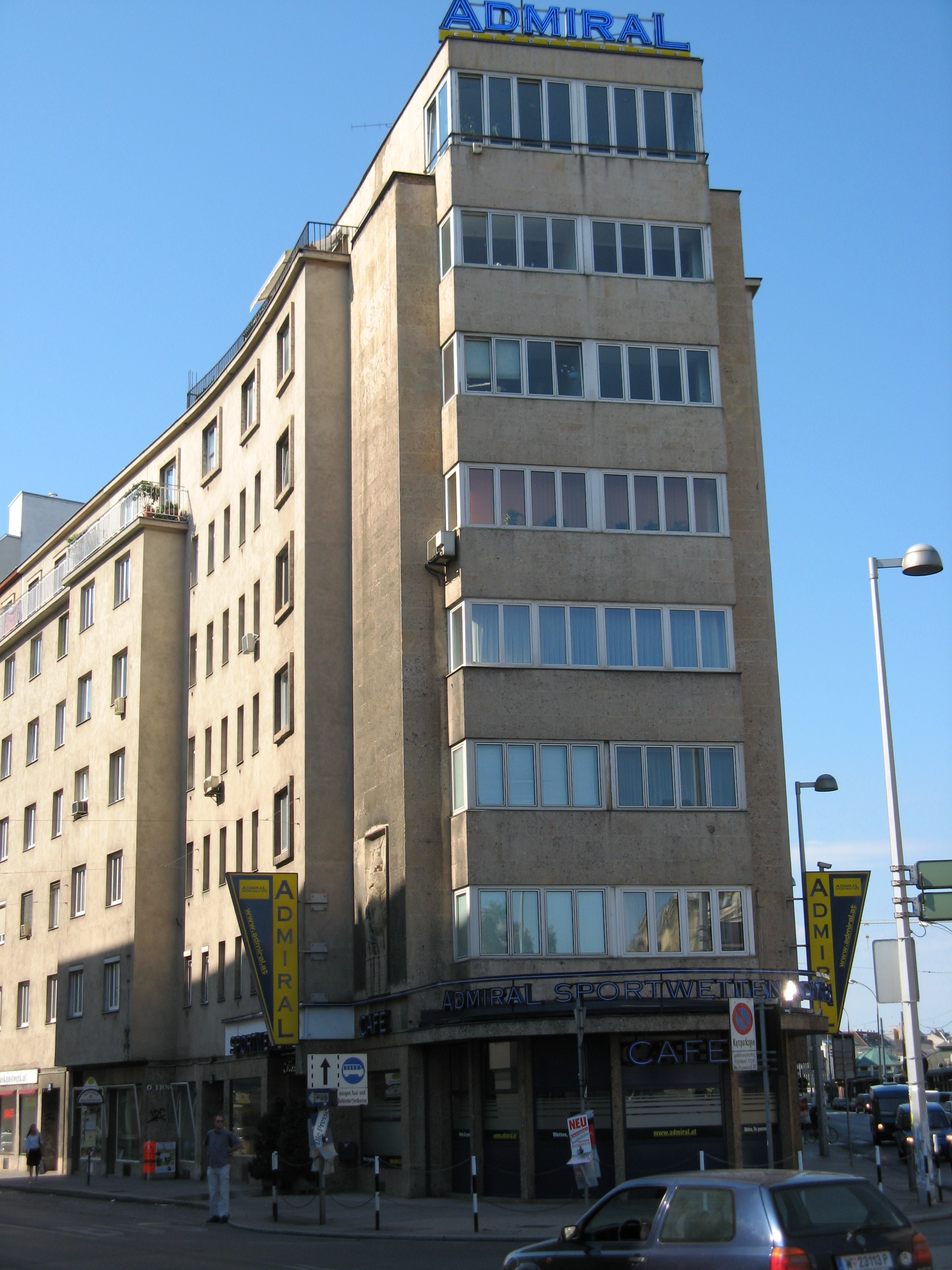
Bärenmühle
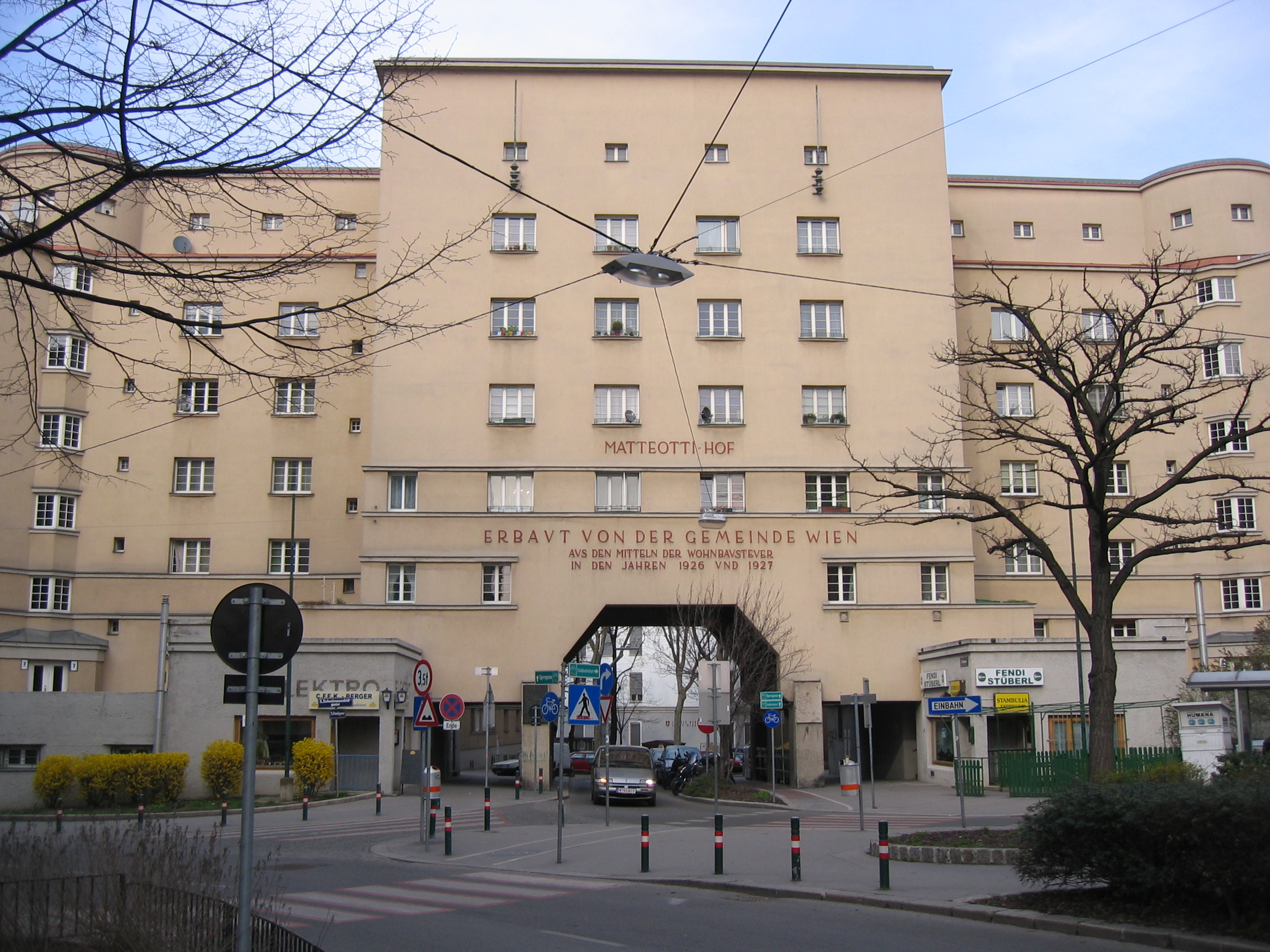
Matteotihof
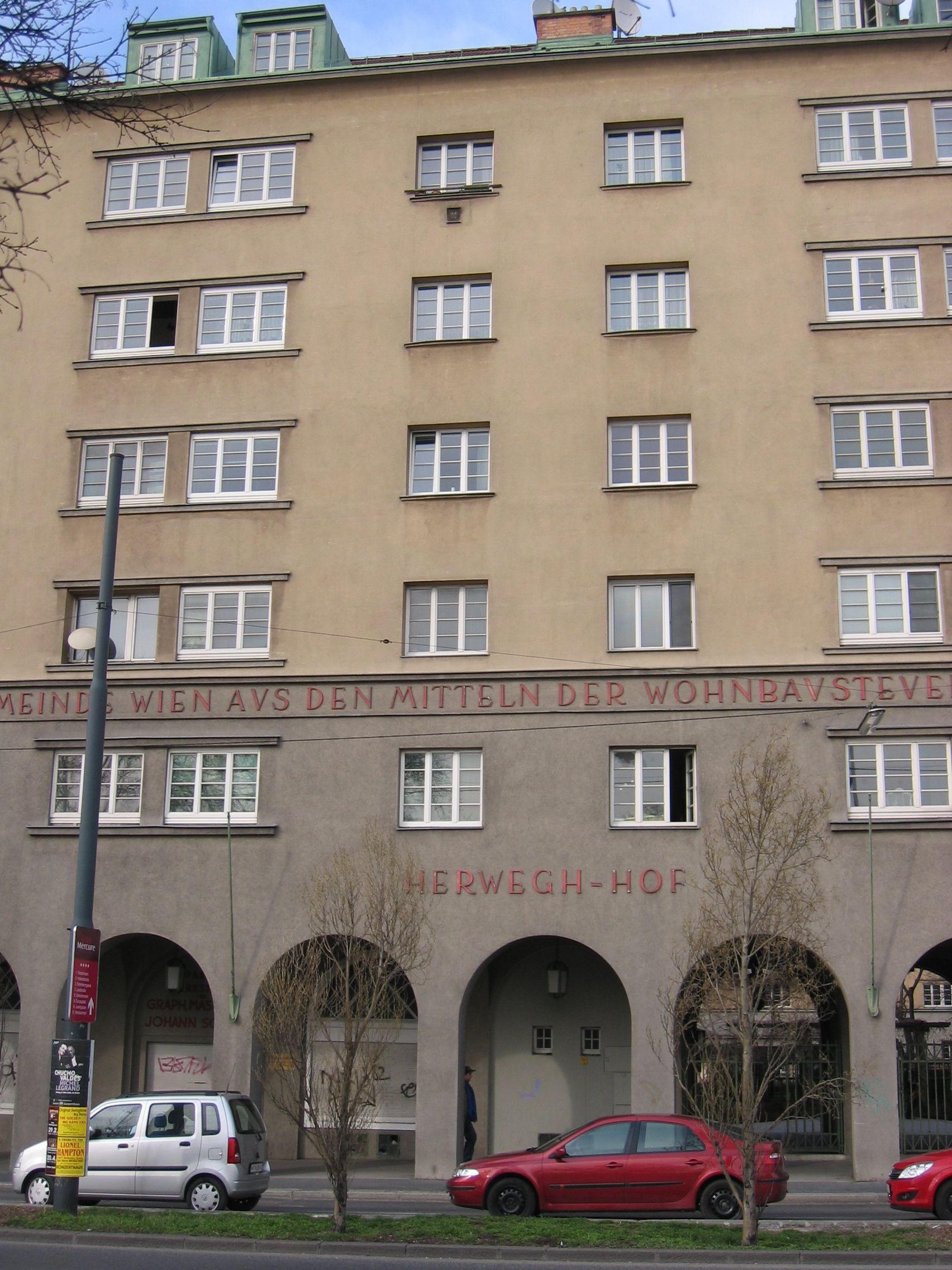
Herweghhof
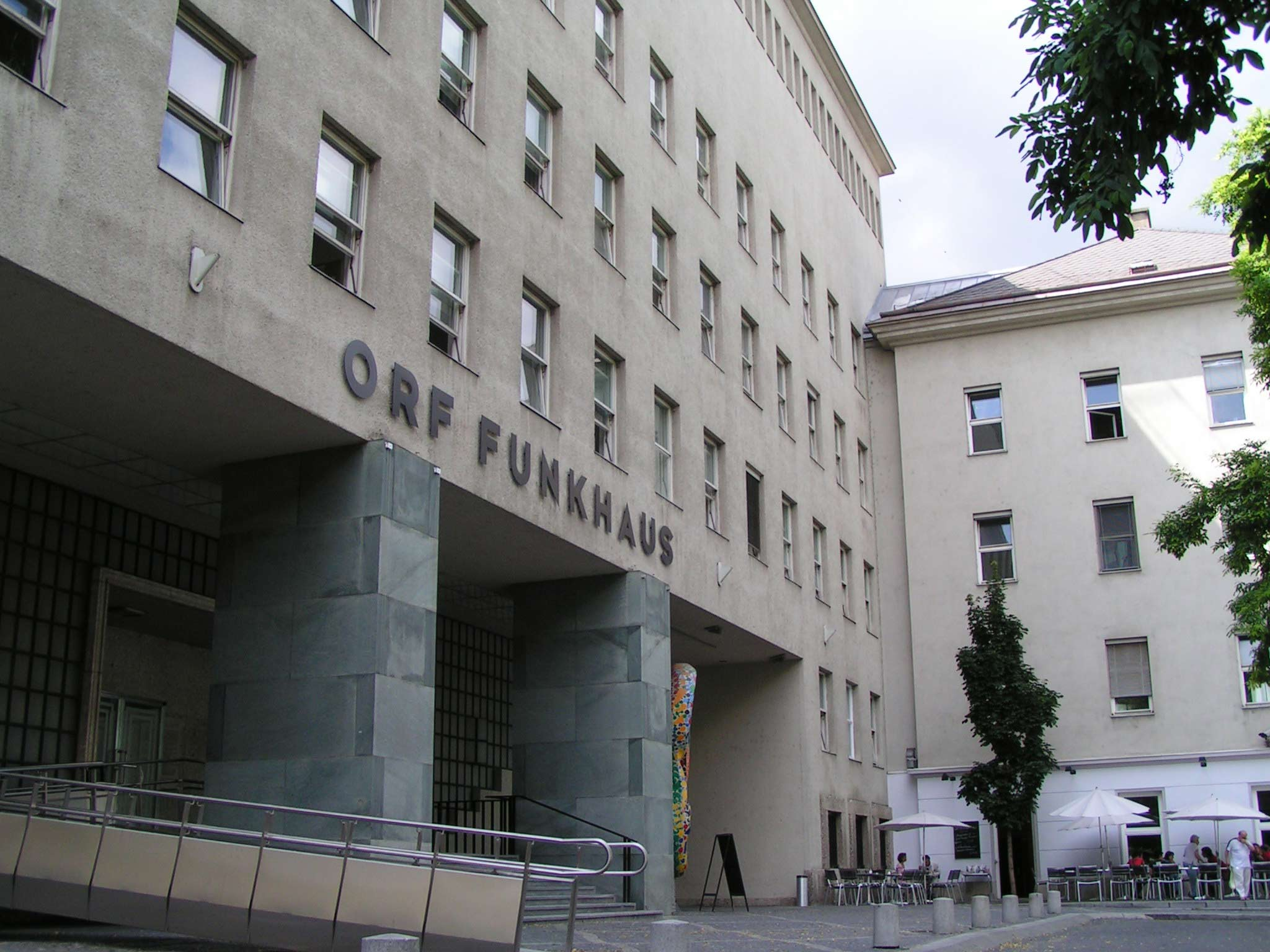
RAVAG-Funkhaus